# Crenosoma
Crenosoma ist eine Gattung von Fadenwürmern, die in den Lungen von Raubtieren und Insektenfressern parasitieren. Der Gattungsname leitet sich von den vor allem im vorderen Bereich vorhandenen Querfalten ab, die dem Körper ein gekerbtes Aussehen verleihen (von lat. crenatus ‚gekerbt‘, griech. soma ‚Körper‘). Die Larven gelangen mit dem Kot in die Außenwelt. Als Zwischenwirt dienen Schnecken, bei einer Spezies auch Fische. Die Begattungstasche ist gut ausgebildet. Es gibt zwei der Vulva gegenüberliegende Genitaltrakte (amphidelphischer Uterus) mit deutlichem Sphincter.

## Arten
- Crenosoma brasiliense (Lungenwurm beim Kleingrison)
- Crenosoma caucasicum
- Crenosoma lophocara
- Crenosoma melesi (Lungenwurm bei Mardern)
- Crenosoma mephitidis (Lungenwurm bei Skunks)
- Crenosoma petrowi (Lungenwurm bei Fischermarder und Silberdachs)
- Crenosoma semiarmatum (Lungenwurm bei Füchsen)
- Crenosoma striatum (Lungenwurm des Igels)
- Crenosoma taiga (Lungenwurm bei Zobel, Europäischer Iltis)
- Crenosoma vulpis (Lungenwurm bei Füchsen und anderen Hundeartigen)